# Hyon-Soo Kim
Hyon-Soo Kim (* 1956 in Südkorea) ist eine südkoreanische, zeitgenössische Künstlerin.

## Leben
Hyon-Soo Kim wurde als zweite von fünf Geschwistern geboren. Sie studierte von 1975 bis 1977 angewandte Kunst an der Fachhochschule in Andong. Danach fing sie eine Goldschmiedelehre in Seoul an und arbeitete von 1981 bis 1984 selbstständig als Goldschmiedin dort.
1984 zog Kim nach Deutschland und studierte ab 1986 an der Akademie der Bildenden Künste München unter Hans Baschang und machte bei diesem auch 1993 ihr Diplom. Ihre erste Einzelausstellung hatte sie 1996 in der Ignaz-Günther-Haus Artothek, München. Weitere Ausstellungen folgten in Deutschland, Belgien, Italien, Österreich, und Südkorea.
Sie hat eine Tochter und lebt und arbeitet in Deutschland.

## Ausstellungen

### Einzelausstellungen
- 1996 Ignaz Günther-Haus Artothek, München
- 1998 Städtischen Künstlerwerkstatt Lothringer Str.13, München
- 1998 Klinikum Innenstadt der LMU, München
- 2000 Komplimentäre Raumvisionen mit Stephan Reusse, DG für Christliche Kunst, München
- 2000 Laboratorium Praterinsel, München
- 2002 Planetarium, Jena
- 2003 Kunsthalle Erfurt, Erfurt
- 2003 M.A.R.I.A - Allen Müttern der Welt, Diözesanmuseum, Freising
- 2004 Coex Art Hall, Seoul, Südkorea
- 2005 M.A.R.I.A - Allen Müttern der Welt, Chiesa di San Pietro, Reggio Emilia, Italien
- 2005 M.A.R.I.A - Allen Müttern der Welt, Chiesa del Voto, Modena, Italien
- 2006 Villa Stuck, München
- 2006 eating at home, Performance, Barcelona, Milano, München
- 2006 Fondazione il Giradino di Daniel Spoerri, Seggiano, Italien
- 2007 Richard Wagner Museum, Bayreuth
- 2008 Artsynergy, Bologna, Italien
- 2008 Artothek mit Lorena Herrera Rashid, München
- 2012 Solo Show Hyon-Soo Kim, kunStart 12, Bozen, Italien
- 2014 Katholische Akademie Bayern, München
- 2015 White Lotus – Art in public space, Marienhof, München
- 2016 Monastery Gallery, St. Otillien
- 2017 Light, Oracle by Ugo Dossi, München

### Ausstellungsbeteiligungen
- 1993 Künstlerinnen für Krebshilfe, Galerie Lisi Hämmerle, Bregenz, Österreich
- 1999 Die ersten Jahre der Professionalität, Galerie der Künstler, München
- 2000 Klang Schatten Installationen aktueller Kunst in fünf Erfurter Kirchen, Erfurt
- 2000 Kokon, Hotel Mariandl, München
- 2000 Kokon, Praterinsel, München
- 2001 Zeitgleich, Galerie der Künstler, München
- 2001 Surrender, Aero plastics Damasquine Contemporary Art Galleries Brussels, Brüssel, Belgien
- 2001 Lichtmarken, Pasinger Fabrik, München
- 2002 Romantik Art, Frauen Museum, Bonn
- 2002 Inmitten der Stadt, Klangprojekt 11 Kultur Arena, Jena
- 2003 Madonna, Diözesanmuseum, Freising
- 2003 Jahresausstellung in Kunstverein Ebersberg
- 2003 Glück, Luitpold Lounge, München & ACC Galerie, Weimar
- 2003 Wettbewerb Marienbild für Heute, Diözesanmuseum, Freising
- 2004 Glück ACC Galerie, Weimar
- 2005 Abstraction, ordine e imaginazione, Museo del Comune di Serra San Quirico, Ancona, Italien
- 2005 all about Korea…, whiteBOX, München
- 2005 Un cuscino per sognare, Palazzo Casotti, Reggio Emilia, Italien
- 2005 Ein Kreuz für das 21. Jahrhundert, Diözesanmuseum, Freising
- 2006 The annual peace event at 'Passo Rombo' (2509 m/8200 ft), Meran, Italien
- 2010 Leopold Friedenspreis, Klosterneuburg, Österreich
- 2010 Arte Premio Laguna, Finalist Ausstellung, Venedig, Italien
- 2011 Via Krupp, Capri, Italien
- 2014 Open Ateliers Dachauer Straße, München
- 2014 Kunstart 12, Bolzano
- 2015 Open Ateliers Dachauer Straße, München
- 2016 Iljang Chumong Namsan Hanok Village, Seoul (KOR)
- 2017 Barcode, Museum, Yangpyeong (KOR)
- 2017  Art truck museum, Museum, Yangpyeong (KOR)
- 2017 Hommage a Whanki Kim, Kim Whanki Art Festival, Cho- sun University Gallery, Gwangju (KOR)
- 2018 Rosanna Chiessi – Pari&Dispari, Museo Mambo, Bologna (IT)
- 2020 Gwangju Uprising: May, 18th 1980:. 40 Years Anniversary Exhibtion, Gwangju (KOR)

## Förderungen
- 1989–1993 Stipendium und Katalogförderung von Stiftungsverband Regenbogen Studienwerk, München
- 1998 Publikationsförderung Klinikum LMU, München
- 1998 Matthias-Pschorr Stiftungspreis, München
- 2000 H.S.P. Jahresstipendium Akademie der Bildenden Künste, München
- 2003 1. Preis - Kunstpreis Kunstverein Ebersberg e. V, Ebersberg
- 2003 Project M.A.R.I.A Unterstützung, Diözesanmuseum, Freising
- 2005 2. Preis - Premio Internazionale d’arte Ermanno Casoli, Ancona, Italien
- 2005 Katalogförderung Dispariedispari, Reggio Emilia, Italien
- 2006 Projekt Singender Lotus, Unterstützung, Villa Stück, München
- 2008 3. Preis - Kunst im öffentlichen Raum STADTKUNSTLAND, Fürstenfeldbruck
- 2009 Prinzregent-Luitpold-Stiftung